# Spilodiplosis occidentalis
Spilodiplosis occidentalis är en tvåvingeart som beskrevs av Nikolai Vasilevich Kovalev och Boris Mamaev 1966. Spilodiplosis occidentalis ingår i släktet Spilodiplosis och familjen gallmyggor. Inga underarter finns listade i Catalogue of Life.